# Amphisbaena leeseri
Amphisbaena leeseri là một loài bò sát trong họ Amphisbaenidae. Loài này được Gans mô tả khoa học đầu tiên năm 1964.